# Christian Marclay
Christian Ernest Marclay (San Rafael (Californië), 11 januari 1955) is een Zwitsers-Amerikaans beeldend kunstenaar en componist.
Zijn werk verkent verbanden tussen geluid, lawaai, fotografie, video en film. Marclay was een pionier in het gebruiken van grammofoonplaten en draaitafels als muziekinstrumenten om hiermee geluidscollages te maken. Recensent Thom Jurek noemde hem de onbewuste uitvinder van turntablism. Een van Marclays bekendste werken is de video-installatie The Clock.
In 2012 werd Marclay door het Amerikaanse opinieblad Time op de lijst van de honderd invloedrijkste personen geplaatst.
- Auckland Art Gallery Toi o Tāmaki: 9538
- Art Gallery of South Australia: 11398
- Bibsys: 5075450
- Bibliothèque nationale de France: cb140314778 (data)
- Gemeinsame Normdatei: 119199815
- International Standard Name Identifier: 0000 0001 1000 1101
- Library of Congress Control Number: nr91004686
- MusicBrainz: b9cc366b-fde1-4484-a49f-6d5b51d5ff3a
- Nationale Bibliotheek van Tsjechië: jo2006324894
- Nationale Bibliotheek van Israël: 987007432507705171
- Nederlandse Thesaurus van Auteursnamen: 203607341
- PIC: 20628
- RKD-Nederlands Instituut voor Kunstgeschiedenis: 240710
- SIKART: 4006606
- SNAC: w65c5zz6
- Système universitaire de documentation: 077103750
- Union List of Artist Names: 500116487
- Virtual International Authority File: 96545088
- WorldCat: E39PBJfWVFmCHJ7p8cqfJ4MVmd